# Forest Ray Moulton

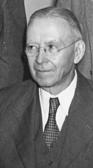
Forest Ray Moulton

Forest Ray Moulton (* 29. April 1872 in Le Roy, Michigan; † 7. Dezember 1952 in Wilmette, Illinois) war ein US-amerikanischer Astronom, Mathematiker und Wissenschaftsorganisator.

## Biographie
Forest Ray Moulton wurde am 29. April 1872 als erster Sohn des Farmers und Kriegsveteranen Belah G Moulton und Mary C Smith in einer Waldhütte in der Nähe von Le Roy in Michigan geboren, weshalb ihn seine Mutter auch Forest (dt.: Wald) nannte. Er wurde von seinen Eltern und Großeltern unterrichtet, bis er nach dem Besuch einer kleinen Schule, in der alle Altersstufen zusammen unterrichtet wurden, ans Albion College in Albion (Michigan) wechselte, wo er von 1892 bis zu seinem Abschluss 1894 auch als Teilzeitlehrer arbeitete. 1895 wechselte er an die University of Chicago, wo er 1898 – ein Jahr vor seiner formalen Promotion 1899 – zum außerordentlichen Professor (Associate Professor) und Direktor der astronomischen Fakultät ernannt wurde, die Ernennung zum Ordinarius erfolgte 1912. Nachdem er während des Ersten Weltkriegs als Major die Ballistik Forschung im Aberdeen Proving Ground der U.S. Army geleitet hatte, kehrte er an die Universität von Chicago zurück. 1910 wurde er in die National Academy of Sciences, 1916 in die American Philosophical Society und 1919 in die American Academy of Arts and Sciences gewählt. 1926 verließ er die Universität und wurde Direktor der Elektrizitätsgesellschaft Utilities Power and Light Company in Chicago und Berater des Präsidenten des Unternehmens. Er verließ 1937 das Unternehmen und wurde ständiger Sekretär der American Association for the Advancement of Science, eine Position, die er bis zu seinem Ruhestand 1948 innehatte.
Moulton heiratete 1896 Estella L. Gillette, mit der er fünf Kinder hatte. Er wurde 1936 geschieden und heiratete 1939 Alicia Pratt, von der er 1951 geschieden wurde.

## Werk
Moulton beschäftigte sich vor allem mit der Himmelsmechanik und den damit verbundenen mathematischen Problemen (bei der Bahnbestimmung machte er u. a. Verbesserungen zur Formel der Numerischen Integration von Differentialgleichungen von John Couch Adams), war aber auch außerhalb der Wissenschaft sehr bekannt: Neben seinen populärwissenschaftlichen Veröffentlichungen war er auch einer der ersten Professoren, die das neue Medium Radio zur Vermittlung von Wissenschaft nutzten – er moderierte in seiner Zeit in Chicago regelmäßig Wissenschaftssendungen im Hörfunk.
Moulton entwickelte zusammen mit dem Geologen Thomas Chrowder Chamberlin die Theorie der Entstehung der Planeten und Monde des Sonnensystems aus Planetesimalen, wobei er aus Chamberlins ursprünglichen Ideen eine geschlossene Theorie entwickelte. Außerdem gab er ein einfaches Beispiel einer affinen Ebene, in der der Satz von Desargues nicht gilt (einfacher als das Beispiel von David Hilbert in seinen Grundlagen der Geometrie – dieser übernahm es daher in spätere Auflagen). Danach wurde nach ihm die Moulton-Ebene benannt.
Das Adams-Moulton-Verfahren, ein Mehrschrittverfahren, ist nach ihm und John Couch Adams benannt. Der Asteroid (993) Moultona und der Mondkrater Moulton sind ebenfalls nach ihm benannt.
Moultons bekanntester Schüler war Edwin Hubble.

## Werke
- New Methods in Exterior Ballistics. Chicago, 1936.
- Differential Equations. New York: Dover, 1958.
- An Introduction to Celestial Mechanics, 1902, 2nd rev. ed. New York: Dover, 1970.
- An introduction to astronomy 1906
- Descriptive Astronomy 1912
- Periodic Orbits, Carnegie Institution of Washington, Publication 161, 1920
- The nature of the world and man 1926
- Astronomy 1931
- Consider the Heavens, 1935